# Ла-Ферте-Масе (кантон)
Ла-Ферте-Масе (фр. La Ferté-Macé) — кантон во Франции, находится в регионе Нормандия, департамент Орн. Расположен на территории двух округов: двенадцать коммун входят в состав округа Аржантан, одна коммуна — в состав округа Алансон.

## История
До 2015 года в состав кантона входили коммуны: Антуаньи, Кутерн, Ла-Соважер, Ла-Ферте-Масе, Лонле-ле-Тессон, Маньи-ле-Дезер, Меуден, Сен-Мишель-дез-Анден, Сен-Морис-дю-Дезер.
В результате реформы 2015 года состав кантон был изменен. Четыре коммуны перешли в другие кантоны, вместо них в состав кантона Ла-Ферте-Масе были включены девять коммун упраздненного кантона Месе и одна коммуна упраздненного кантона Карруж.
С 1 января 2016 года состав кантона снова изменился. Коммуны Ла-Соважер и Сен-Морис-дю-Дезер образовали новую коммуну Ле-Монт-д'Анден, коммуна Сен-Мишель-дез-Анден вместе с коммуной Баньоль-де-л’Орн — новую коммуну Баньоль-де-л’Орн-Норманди, ставшую центром кантона Баньоль-де-л’Орн.

## Состав кантона с 1 января 2016 года
В состав кантона входят коммуны (население по данным Национального института статистики за 2018 г.):
- Банву (606 чел.)
- Беллу-ан-Ульм (1 096 чел.)
- Бовен (275 чел.)
- Домпьер (402 чел.)
- Ла-Кулонш (496 чел.)
- Ла-Феррьер-о-Этанг (1 538 чел.)
- Ла-Ферте-Масе (5 207 чел.)
- Ле-Монт-д'Анден (1 753 чел.)
- Лонле-ле-Тессон (225 чел.)
- Месе (1 881 чел.)
- Сер-ла-Веррери (308 чел.)
- Сент-Андре-де-Месе (558 чел.)
- Эшалу (388 чел.)

## Политика
На президентских выборах 2022 г. жители кантона отдали в 1-м туре Эмманюэлю Макрону 33,2 % голосов против 28,1 % у Марин Ле Пен и 14,1 % у Жана-Люка Меланшона; во 2-м туре в кантоне победил Макрон, получивший 56,9 % голосов. (2017 год. 1 тур: Марин Ле Пен – 24,0 %, Эмманюэль Макрон – 23,7 %, Франсуа Фийон – 20,9 %, Жан-Люк Меланшон – 15,0 %; 2 тур: Макрон – 62,8 %. 2012 год. 1 тур: Николя Саркози — 27,0 %, Франсуа Олланд — 26,3 %, Марин Ле Пен — 19,5 %; 2 тур: Олланд — 50,4 %).
С 2015 года кантон в Совете департамента Орн представляют вице-мэр коммуны Месе Брижитт Вьярме-Дюфур (Brigitte Viarmé-Dufour) (Разные левые) и член совета города Ла-Ферте-Масе Жозе Колладо (José Collado) (Социалистическая партия).
|                | Кандидаты                         | Партия                   | Первый тур | Первый тур     | Второй тур | Второй тур |
| Кол-во голосов | Кандидаты                         | Партия                   | % голосов  | Кол-во голосов | % голосов  |            |
| -------------- | --------------------------------- | ------------------------ | ---------- | -------------- | ---------- | ---------- |
|                | Брижитт Вьярме-Дюфур Жозе Колладо | Левый блок               | 1 561      | 40,55          | 2 107      | 54,70      |
|                | Иван Бюрель Мануэла Шевалье       | Разные правые            | 1 154      | 32,08          | 1 745      | 45,30      |
|                | Бетти Герен Венсан Кремер-Генен   | Вперёд, Республика!      | 506        | 13,14          |            |            |
|                | Корантен Галло Виржини Дюран      | Национальное объединение | 495        | 12,86          |            |            |
|                | Кристиана Муфль Оливье Руллан     | Коммунистическая партия  | 134        | 3,48           |            |            |

|                | Кандидаты                   | Партия             | Первый тур | Первый тур     | Второй тур | Второй тур |
| Кол-во голосов | Кандидаты                   | Партия             | % голосов  | Кол-во голосов | % голосов  |            |
| -------------- | --------------------------- | ------------------ | ---------- | -------------- | ---------- | ---------- |
|                | Брижитт Вьярме Жозе Колладо | Левый блок         | 2 408      | 42,08          | 2 600      | 42,98      |
|                | Шанталь Лёдьер Марк Тутен   | Разные правые      | 1 836      | 32,08          | 2 023      | 33,44      |
|                | Мари Белло Венсан Карминати | Национальный фронт | 1 479      | 25,84          | 1 427      | 23,59      |